# Juan Joya
Juan Joya Cordero (Lima, 25 febbraio 1934 – Lima, 29 marzo 2007) è stato un calciatore peruviano, di ruolo ala sinistra.

## Carriera
Inizia la carriera professionistica nei Alianza Lima, dalla quale si separa nel 1960 per approdare in Argentina, al River Plate, dove rimane per una stagione, collezionando 21 presenze e 6 reti.
Nel 1961 passa al Peñarol dove rimane fino al 1969. Con gli aurinegros Joya vince 6 titoli nazionali (1961, 1962 1964, 1965, 1967 e 1968), 2 Coppe Libertadores (1961 e del 1966), 2 Coppa Intercontinentale (1961, 1966) e una Supercoppa dei Campioni Intercontinentali (1969).
Nel 1970 è tornato in patria, Al termine della stagione decide di ritirarsi dall'attività agonistica tentando l'avventura di allenatore.

## Palmarès

### Club

#### Competizioni nazionali
- Campionato peruviano: 2

Alianza Lima: 1954, 1955
- Campionato uruguaiano: 6

Peñarol: 1961, 1962, 1964, 1965, 1967, 1968

#### Competizioni internazionali
- Coppa Libertadores: 2

Peñarol: 1961, 1966
- Coppa Intercontinentale: 2

Peñarol: 1961, 1966
- Supercoppa dei Campioni Intercontinentali: 1

Peñarol: 1969

### Individuale
- Capocannoniere del Campionato di calcio peruviano: 1

1957